# Navarro (Cali)
Navarro es un corregimiento en suroriente del distrito colombiano de Santiago de Cali. Limita al norte y al occidente con el  área urbana de Cali, al oriente con el municipio de Candelaria y al sur con el corregimiento El Hormiguero.

## División territorial
El Corregimiento de Navarro está compuesto por su centro poblado cabecera (la cual le da el nombre al corregimiento) y las veredas:
- Navarro
- Paso de la Barca.

## Generalidades
Navarro es en gran parte dedicado a la agricultura, en especial de la caña de azúcar y es lugar del basurero de Navarro donde depositan residuos sólidos los municipios de Cali, Candelaria, Yumbo y Jamundí.
Al oriente en todo lo largo del corregimiento colinda con el Río Cauca que lo separa de Candelaria. Está compuesto de la veredas navarro Cabecera, la YE, el paso de la Barca, el Estero, Morgan, y las Malvinas. También se dedica a la extracción de arena de manera artesanal, posee un gran humedal, con una gran  biodiversidad de flora y fauna, que en una pequeña parte colindante al municipio de Cali hasta el año 2008 fue  depósito de residuos, lo que hoy en día es un gran parque ecológico.